# China Mobile
China Mobile Ltd. (chinesisch 中國移動有限公司 / 中国移动有限公司, Pinyin Zhōngguó yídòng yǒuxiàn gōngsī) ist nach Kundenzahl der weltweit größte Mobilfunkanbieter und ist an der Hong Kong Stock Exchange gelistet. China Mobile ist auch das größte Mobilfunkunternehmen der Welt nach Marktkapitalisierung.
Das Unternehmen wurde 1997 unter dem Namen China Telecom (Hong Kong) (中國電信（香港）有限公司 / 中国电信（香港）有限公司,  Zhōngguó diànxìn (Xiānggǎng) yǒuxiàn gōngsī) in das Handelsregister in Hongkong eingetragen und änderte diesen im Jahre 2000 zu China Mobile (Hong Kong) (中國移動（香港）有限公司 / 中国移动（香港）有限公司,  Zhōngguó yídòng (Xiānggǎng) yǒuxiàn gōngsī). China Mobile ist ein Tochterunternehmen der China Mobile Communication Corporation (CMCC, 中國移動通信集團公司 / 中国移动通信集团公司,  Zhōngguó yídòng tōngxìn jítuán gōngsī), deren Hauptverwaltung sich in Peking befindet.
Das chinesische Unternehmen verfügte nach eigenen Angaben im Mai 2023 über mehr als 983 Millionen Kunden. Nach der Kundenzahl ist das chinesische Unternehmen damit der größte Mobilfunkanbieter der Welt. Die rund 450.000 Mitarbeiter erwirtschafteten 2022 einen Umsatz von fast 130 Milliarden US-Dollar und einen Gewinn von 17,298 Milliarden US-Dollar.
Mit 197 Milliarden US-Dollar lag China Mobile im Markenwert auf Platz 60 der wertvollsten Marken der Welt 2023.
Im Oktober 2014 unterzeichneten Nokia und China Mobile einen Rahmenvertrag in Höhe von 970 Millionen US-Dollar für eine Lieferung zwischen 2014 und 2015.
Hauptaktionär ist die staatlich kontrollierte China Mobile (HK) Group Limited, die zum Jahresende 2006 über die hundertprozentige Tochtergesellschaft China Mobile Hong Kong (BVI) Limited indirekt einen Anteil von 69,82 Prozent am Unternehmen hielt. Die übrigen Anteile von 30,18 Prozent hielten öffentliche Investoren.
Das Unternehmen war offizieller Partner der Olympischen Sommerspiele 2008 in Peking.